# Norbert Rogalski
Norbert Rogalski (* 8. Januar 1935; † 21. Oktober 2022) war ein deutscher Sportpädagoge und Hochschullehrer.

## Leben
Rogalski wuchs in Schlesien auf und kam nach dem Zweiten Weltkrieg als Vertriebener in den Kreis Nordhausen nach Thüringen. Von 1949 bis 1952 durchlief er eine Lehre zum Tischler und war hernach bis 1954 als Tischlergeselle tätig, unter anderem im Kali-Bergbau als Grubenzimmermann. Ab 1954 besuchte er die Arbeiter-und-Bauern-Fakultät der Deutschen Hochschule für Körperkultur (DHfK) in Leipzig, bestand 1957 das Abitur und schloss an der DHfK ein Studium für das Lehramt an allgemeinbildenden polytechnischen Oberschulen in den Fächern Deutsch und Körpererziehung an, welches er 1960 mit dem Staatsexamen beendete. In seiner Abschlussarbeit behandelte er das Thema „Die Rolle der Körperkultur bei der Entwicklung einer sozialistischen Nationalkultur“. Zwischen 1960 und 1962 war Rogalski in diesen beiden Fächern im Lehrdienst tätig.
1962 kehrte er an die Deutsche Hochschule für Körperkultur zurück und trat am dortigen Institut für Pädagogik eine Assistentenstelle an. 1964 veröffentlichte Rogalski das Lehrwerk „Das ABC der Technik: Fußball, Basketball“. 1967 wurde an der DHfK seine Doktorarbeit im Fach Pädagogik angenommen, sie trug den Titel „Zur Verbesserung der allseitigen körperlichen Grundausbildung durch die zielgerichtete Verwendung eines Sportlehrbuches der Schüler für das Fußball- und Basketballspiel im akzentuierten Sportunterricht: ein pädagogisches Experiment mit 6. Klassen der allgemeinbildenden polytechnischen Oberschule“.
1968 verließ Rogalski die DHfK, um in Ost-Berlin im Staatssekretariat für Körperkultur und Sport (SKS) tätig zu werden, wo er im Bereich „Aus- und Weiterbildung von Sportfachkadern“ beschäftigt war. 1969 veröffentlichte Rogalski, der selbst von 1952 bis 1978 Fußball spielte, mit Ernst-Günther Degel das Lehrbuch „Fußball“, welches in späteren Jahren in weiteren Auflagen erschien. Im Rahmen seiner Arbeitsstelle am SKS arbeitete er eng mit der DHfK zusammen. 1975 veröffentlichte er in der Zeitschrift Theorie und Praxis der Körperkultur einen Artikel, der die „Anforderungen an die Bewerber für das Studium an der DHfK“ behandelte. Im selben Jahr schied er auf eigenen Wunsch aus dem Dienst im Staatssekretariat aus und wurde 1976 Parteisekretär der SED an der DHfK. Darüber hinaus war er an der Hochschule in Lehre und Forschung tätig. 1983 endete sein Amt als Parteisekretär, er blieb an der DHfK, Rogalski erhielt 1984 eine Berufung auf die Stelle als Hochschuldozent für Sportpolitik. 1985 übernahm er das Amt des Prorektors für Erziehung und Ausbildung. Im selben Jahr veröffentlichte er im Lehrheft Theorie und Praxis der Sportpolitik der DDR die Beiträge „Sportpolitische Orientierungen für den Sport der Jungen Generation“ sowie „Sportpolitische Orientierungen für den Leistungssport“. 1986 veröffentlichte er gemeinsam mit Andrea Lesky unter der Überschrift „Notwendigkeit und wesentliche Aufgaben der weiteren Entwicklung des Studiums an der DHfK“ einen Artikel in der Wissenschaftlichen Zeitschrift der Deutschen Hochschule für Körperkultur, welcher die Herausforderungen der Erziehungs- und Ausbildungsprozesse an der DHfK in Hinblick auf die Entwicklung bis zum Jahr 2000 zum Inhalt hatte.
Als Vereinsfunktionär gehörte Rogalski von 1979 bis 1990 dem Vorstand des 1. FC Lok Leipzig an, von 1985 bis 1990 war darüber hinaus beim SC DHfK Leipzig Mitglied des Sekretariats.
Im Zuge der Auflösung der Deutschen Hochschule für Körperkultur nach dem Ende der Deutschen Demokratischen Republik wurde Rogalski 1991 entlassen. In seinem 2005 erschienenen Buch „Qualifiziert und ausgemustert: Wie ich die DHfK erlebte“ kritisierte er die Schließung der DHfK als „Liquidierung“, welche mit der Entlassung der Mitarbeiter und deren „Ausschaltung aus dem gesellschaftlichen Leben unmittelbar verbunden“ gewesen sei.
Nach der Wende veröffentlichte er zahlreiche Artikel unter anderem über sportgeschichtliche Fragestellungen den Sport in der DDR betreffend.
2007 gehörte Rogalski zu den Herausgebern des Buches „Deutsche Hochschule für Körperkultur Leipzig: 1950 - 1990; Entwicklung, Funktion, Arbeitsweise“ und steuerte zu diesem Werk die Aufsätze „Die Ausbildung von Trainern“, „Das Fernstudium“ sowie „Studienpläne - Grundlage der Ausbildung“ bei.